# 砂拉越州元首
砂拉越州元首是砂拉越州仪式上的州最高元首。砂拉越州元首的尊称为“Tuan Yang Terutama”，可以汉译为“阁下”。
砂拉越州元首由最高元首在咨询砂拉越總理的意见后作出任命。根据马来西亚联邦宪法38条文，砂拉越州元首有权列席统治者会议，但没有权利推举和表决由谁担任马来西亚最高元首。

## 现任砂拉越州元首
现任砂拉越州元首为敦旺朱乃迪，于2024年1月26日就任，其任期当日生效，为期4年，以接替连任三届的敦丕显斯里阿都泰益瑪目。
旺朱乃迪生于1946年2月1日。他的政治生涯起步于1990年至2004年，期间担任峇当鲁巴区国会议员。随后，他在2004年至2022年间履行山都望区国会议员职责。
在旺朱乃迪担任国会议员的32年中，他在2008年当选成为国会下议院副议长之一，任期5年。他还曾在2013年至2022年期间在联邦政府中担任各种重要职务，包括内政部副部长、天然资源及环境部部长、企业发展及合作社部长以及首相署部长（国会及法律事务）。
旺朱乃迪在2022年决定不再上阵国会选举。然而，他在2023年受委为国会上议院主席以及上议员，直至2024年1月19日卸任，以接任砂州元首一职。

## 历任砂拉越州元首
| 序列 | 肖像 | 名字                | 生卒日期                              | 任期          | 任期          | 任期                |
| 序列 | 肖像 | 名字                | 生卒日期                              | 就任          | 离任          | 天数（年数）        |
| ---- | ---- | ------------------- | ------------------------------------- | ------------- | ------------- | ------------------- |
| 1    |      | 阿邦哈芝奥本        | 1905年10月7日—1969年3月28日（63岁）   | 1963年9月16日 | 1969年3月28日 | 2020天（5年193天）  |
| 2    |      | 端姑武让            | 1898年12月12日—1986年11月28日（87岁） | 1969年4月2日  | 1977年4月2日  | 2922天（8年0天）    |
| 3    |      | 阿邦莫哈末沙拉胡丁  | 1921年8月27日—2022年1月28日（100岁）  | 1977年4月2日  | 1981年4月2日  | 1461（4年0天）      |
| 4    |      | 阿都拉曼·耶谷       | 1928年1月23日—2015年1月29日（87岁）   | 1981年4月2日  | 1985年4月2日  | 1461天（4年0天）    |
| 5    |      | 阿末再迪            | 1924年3月29日—2000年12月5日（76岁）   | 1985年4月2日  | 2000年12月5日 | 5726天（15年247天） |
| 6    |      | 阿邦莫哈末沙拉胡丁1 | 1921年8月27日—2022年1月28日（100岁）  | 2001年2月22日 | 2014年2月28日 | 4754天（13年6天）   |
| 7    |      | 泰益瑪目            | 1936年5月21日—2024年2月21日（87岁）   | 2014年3月1日  | 2024年1月25日 | 3617天（9年330天）  |
| 8    |      | 旺朱乃迪            | 1945年2月1日—（77岁）                 | 2024年1月26日 | 现任          | 433天（1年67天）    |